# آبچلیک پازرد بزرگ
آبچلیک پازرد بزرگ (نام علمی: Tringa melanoleuca) نام یک گونه از سرده آبچلیک‌ها است.